# Oscar a pris les femmes en horreur
Oscar a pris les femmes en horreur est un film muet français de court métrage réalisé par Louis Feuillade et sorti en 1913.

## Fiche technique
- Réalisation : Louis Feuillade
- Société de production : Société des Etablissements L. Gaumont
- Format : Muet - Noir et blanc  - 1,33:1 - 35 mm
- Genre : Comédie
- Date de sortie : France 1913

## Distribution
- Léon Lorin : Oscar